# SR–71 Blackbird
A Lockheed SR–71 Blackbird, (nem hivatalos japán nevén a Habu) nagy hatótávolságú hadászati–hadműveleti felderítő repülőgép, amelyet a Lockheed Skunk Works nevű részlege fejlesztett ki a Lockheed A–12 típusjelű együléses felderítő repülőgépéből és a kétüléses YF–12 prototípus vadászrepülőgépéből. A Skunk Works a legendás Kelly Johnson vezetése alatt több forradalmian új repülőgépet is épített – ilyen volt például az U–2 is. Az SR–71 volt az első lopakodó repülőgépek egyike, amit kifejezetten alacsony radarhullám-visszaverő formára terveztek. Az 1964-től 1998-ig terjedő szolgálati ideje alatt a típusból egyetlenegy példányt sem lőttek le. Ellenséges területek feletti felderítő bevetéseik során az alapvető harceljárásuk légvédelmirakéta-kilövés után egyszerűen a gyorsítás volt. Összesen 32 gépet építettek, melyek közül balesetek során 12 megsemmisült. A balesetek során minden személyzet sikeresen elhagyta gépét.

## Története
Az eredeti repülőgép az A–12 volt, amit Article 12 („12-es gyártmány”) fedőnéven is ismertek (belső fejlesztési kódnevük Archangel, azaz „arkangyal” volt). A Lockheed és a CIA 18 ilyen gépet épített, ebből az utolsó kettőt M–21-gyé, valamint hármat a kétüléses YF–12A változattá alakítottak át. Utóbbi a tervezett, de soha el nem készült F–12-es elfogóvadász prototípusa volt. Az USAF az 1959-ben törölt, North American Aviation fejlesztette XF–108 Rapier vadászrepülőgép helyére szerette volna az F–12-t. Az M–21 a szintén Lockheed által kifejlesztett nagysebességű D–21 fotófelderítő drón hordozórepülőgépe lett. A két repülőgép egyikének elvesztése után a programot leállították, azonban később a módosított D–21B-ket B–52-kről indították.
Az SR–71 először 1964. december 22-én szállt fel, az első gépet 1966 januárjában állították hadrendbe az Egyesült Államok Légiereje (US Air Force, USAF) kaliforniai Beale légitámaszpontján állomásozó 4200. (később 9.) hadászati felderítő repülőezrednél. Az amerikai légierő az SR–71-es flottáját 1990. január 26-án vonta ki az aktív szolgálatból, mivel a hidegháború végével a katonai költségvetés csökkent és a gépek fenntartása sokba került. Később az USAF 1995-ben visszahelyezte a típust az aktív szolgálatba és 1997 januárjában újra bevetéseket hajtottak végre velük. A gépeket végül 1998-ban vonták ki a légierő hadrendjéből.
A típus pályafutása során mindvégig a világ leggyorsabb és legmagasabban repülő repülőgépe maradt. A 24 km-es repülési magasságából másodpercenként 72 km² területet tudott megfigyelni. 1974. szeptember 1-jén 1 óra 54 perc 56 másodperc alatt tette meg a New York–London utat, amivel azóta is tartja a leggyorsabb transzatlanti repülés rekordját.
1976. július 28-án egy SR–71 két világcsúcsot is felállított repülési osztályában: a legnagyobb sebességet (3529,56 km/h) és a legnagyobb magasságot (25 929 m). Amikor az SR–71-et először nyugdíjazták 1990-ben, akkor az egyik a kaliforniai Palmdale légibázisról a Smithsonian múzeum légi- és űrközlekedési múzeumába repült Washingtonba. Ekkor új sebességi rekordot is felállítottak vele: Észak-Amerika keleti és nyugati partjai között 3418 km/h-s átlagsebességgel az egész út csupán 68 percig tartott.
1968. március 21-én Jerome F. O'Malley őrnagy (később tábornok) és Edward D. Payne őrnagy hajtotta végre az első bevetést az SR–71-essel. Ez a gép a pályafutása során 2981 repülőórát tudhatott maga mögött és összesen 942 bevetésen vett részt, többen, mint bármelyik más SR–71. Ezek közül 257 operatív bevetést hajtott végre a kaliforniai Beale légitámaszpontról, a kaliforniai Palmdale-ből, a japán Okinaván található Kadena légibázisról és az RAF mildenhalli bázisáról Angliában. Ezt a repülőgépet 1990 márciusában vitték az amerikai légierő múzeumába.
Az amerikai légierő eredetileg RS–71-nek kívánta a gépet elnevezni, hogy az XB–70 felderítő változatának, az RS–70-nek az elnevezési sémáját kövesse. Curtis LeMay tábornok azonban jobban szerette az SR elnevezést és azt szerette volna, hogy az RS–70-et SR-70-nek nevezzék. Amikor Lyndon B. Johnson elnök 1964. február 29-én a gépet bemutatta a nagyközönségnek, LeMay átírta az elnök beszédét, hogy abban RS–71 helyett SR–71 szerepeljen. A média azonban az eredeti, RS–71-et tartalmazó beszédet kapta meg, és így született meg az a legenda, hogy az elnök rosszul olvasta fel a gép típusjelét.

## Változatok
SR–71AAlapváltozata az összesen harminckét legyártott példánynak, melyből huszonkilenc volt A változat (sorozatszámuk 61-7950-től 61-7981-ig).
SR–71BKettő oktató változat épült, az első gyártási sorozat 7. és 8. gépeként (gyártási sorozatszámuk a 61-7956 és a 61-7957). 1966-ban a 61-7957-es gép lezuhant. 1991. július 25-én a 61-7956-os mint NASA No. 831 hivatalosan a NASA-hoz került, a Dryden Repüléskutató Központba, a kaliforniai Edwards légitámaszpontra.
SR–71CEgy változat épült a harmadiknak legyártott YF–12 átépítésével, 61-7981-es sorozatszámmal. A NASA repülési tesztekhez használta.

## Szerkezeti kialakítás

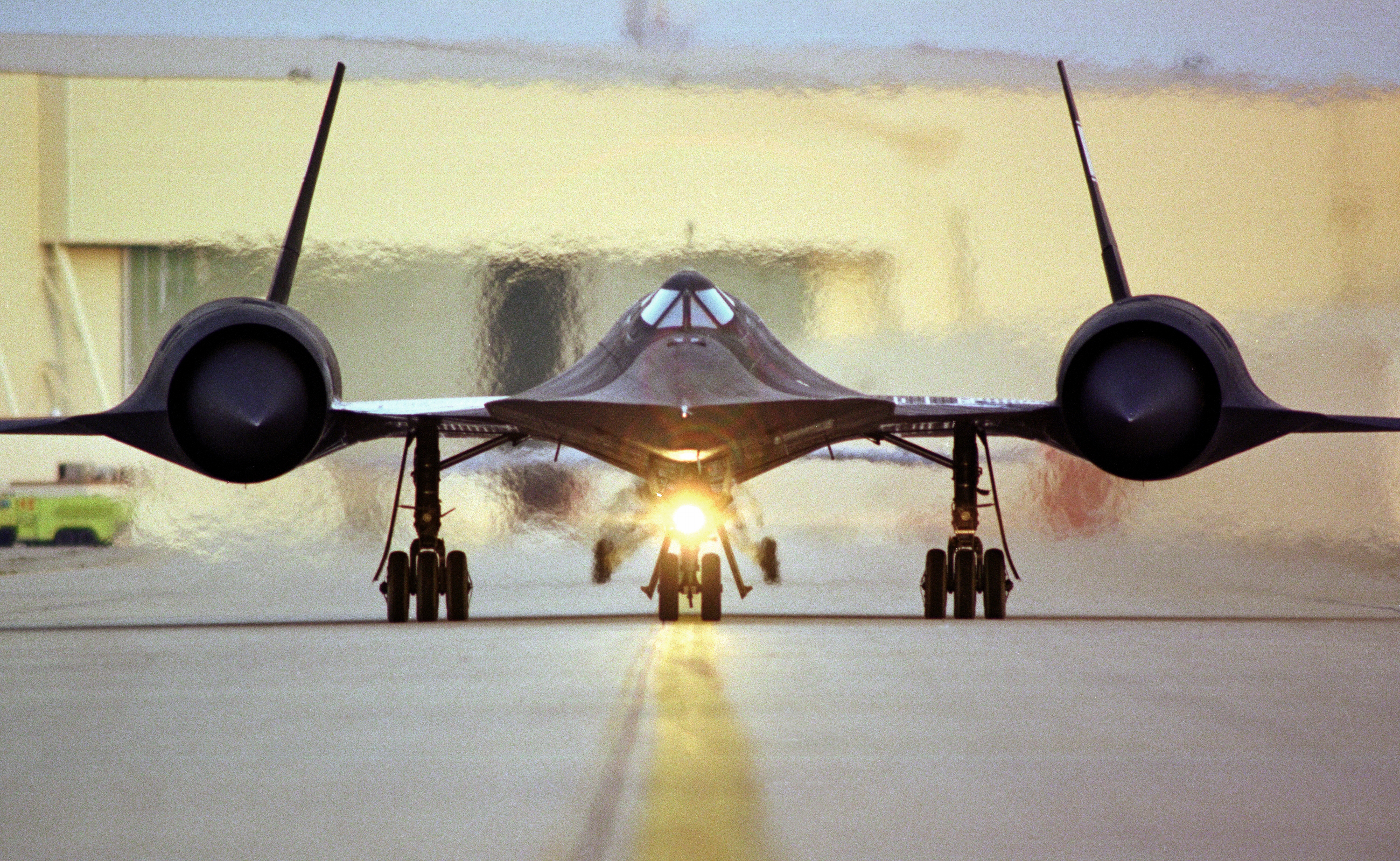
Az SR–71 szemből

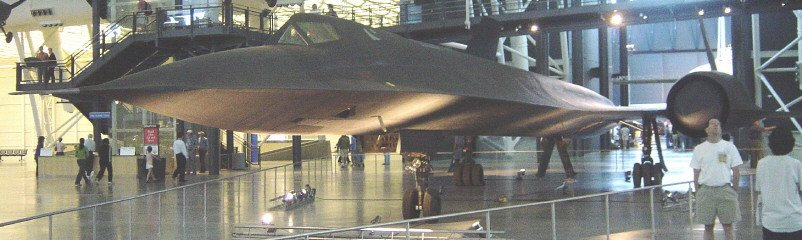
SR–71 a washingtoni Smithsonian Intézet Steven F. Udvar-Hazy Center repülési múzeumában

A gép törzsét titánból készítették. Érdekesség, hogy ezt az anyagot a hidegháború csúcsán a CIA vásárolta magától a Szovjetuniótól, különböző ürügyekkel, erre a célra létrehozott fiktív cégeken keresztül. (Később az F–16 vízszintes vezérsíkját is titánötvözetből tervezték gyártani, de ekkorra a szovjetek rájöttek az amerikai szándékra, és a termelés visszafogásával felverték a titán árát, ami miatt a vezérsíkok hagyományos alumíniumötvözetből készültek.) A gép építője minden lehetőséget megragadott, hogy az oroszokat félrevezesse a fém igazi felhasználásáról. A gyártási költségek elfogadható szinten való tartásához egy alacsonyabb hőmérsékleten megpuhuló titánötvözetet használtak. A gépet majdnem fekete sötétkékre festették, hogy így a súrlódási hőt minél jobban le tudja adni, és beleolvadjon az égbolt sötétjébe.
A gép formáját úgy tervezték, hogy minél kisebb legyen a radarkeresztmetszete – az SR-71 tehát egy korai lopakodó repülőgép volt. A sárkány geometriáját is úgy alakították ki, hogy a hajtóművek beömlőnyílásai pont a gép orra által keltett lökéshullámba estek, így gyakorlatilag a beömlő levegőt egy torlósugár-hajtóműhöz, ramjethez hasonló módon sűrítették. Csúcssebességnél a tolóerő több mint 80%-a ebből a ramjet hatásból eredt. Annak érdekében, hogy ez a hatás megfelelően érvényesülhessen, különlegesen tervezett, mozgatható beömlőkúpokra volt szükség. Ha a beömlőkúpok rossz helyzetben voltak, akkor a légáramlás felbomlott és a hajtóművek leálltak – ezt a jelenséget nevezték unstartnak (magyarul ez az indulás és egy nyelvtani fosztóképzőből barbár kifejezéssel nagyjából nemindulásnak fordítható.) Nemindulás esetén a hajtómű tolólángját a beömlőkúpról szuperszonikus sebességgel leváló légáramlás gyakorlatilag úgy fújja el, mint egy gyertyát. Mivel unstart esetén a másik hajtómű általában továbbra is üzemelt, a tolóerő egyoldali, 50%-os csökkenése miatt a gép orra erőteljesen a kialudt hajtómű irányába rándult el. Ezek a meglehetősen gyors és erős rángások egy esetben a pilóta bukósisakját olyan erővel verték a pilótafülke oldalához, hogy a sisak berepedt. Ismereteink szerint azonban egyetlenegy gépet sem vesztettek el nemindulás miatt.
A Lockheed mérnökei idővel olyan irányítószoftvert fejlesztettek ki, mely a hajtóművek beömlőnyílásaiban található kúpokat úgy irányította, hogy azok visszaszerezték a levált lökéshullámot, és a hajtóművet azelőtt újragyújtották, hogy a pilóta egyáltalán tudatába került volna annak, hogy nemindulás következett be. Az SR-71 szerelői végül is több száz precíziós változtatást hajtottak végre a beömlőnyílások elülső légterelő nyílásain, amelyek segítségével sikeresen lehetett irányítani a lökéshullámot, megelőzni az nemindulásokat, és növelni a teljesítményt.
A repülés közben fellépő magas hőmérsékletek miatt a repülőgép burkolatát lazán összeillő elemekből készítették. A burkolatelemek csak akkor passzoltak össze, amikor a nagy sebességnél fellépő, levegővel való súrlódás felmelegítette és több centiméterrel megnyújtotta a gépet. Emiatt, illetve azért, mert nem sikerült olyan üzemanyag-szigetelő anyagot találni, ami képes a magas hőmérsékleteket kibírni, a repülőgépből felszállás előtt a különlegesen kialakított JP-7 üzemanyag folytonosan szivárgott. A JP-7 egyébként meglehetősen furcsa abból a szempontból, hogy meglehetősen magas a lobbanáspontja – gyakorlatilag ez azt jelenti, hogy egy átlagos tüzet el lehet oltani egy vödör JP-7-tel.
A repülőgép felszállás után egy rövid, nagy sebességű kört ír le, hogy így felmelegítse a burkolatát, majd a küldetés megkezdése előtt a levegőben tankol. A gép hűtését úgy oldották meg, hogy üzemanyagot keringettek a szárnyak titán belépőéle mögött. A hűtés ellenére azonban a gép leszállás után is olyan forró volt, hogy várni kellett a háromszáz fokos kabintető lehűlésére. A magas hőviselése miatt szálmentes azbesztet is használtak.
A gép titán felületén végzett tanulmányok kiderítették, hogy az idő múlásával a fém egyre erősebb lett – a heves súrlódási hőhatás következtében a fém állandó hőkezelésen esett át. Egy pár esetben megtörtént az is, hogy a küldetések után a fémfelület ráncos lett ott, ahol nem egyenlő mértékű volt az anyag hűlése. A szerelőket arra tanították, hogy ilyenkor a hagyományosabb anyagok elvágásához használt lángvágóval simítsák el a fémet.
Az SR-71 felszíne igazából nem sima, hanem hullámos. A hőtágulás miatti feszültségek szétszakították vagy felpúposították volna a sima felszínt. A hullámos felszín azonban függőleges és vízszintes irányban is tud nőni vagy csökkenni anélkül, hogy az anyagban veszélyes feszültségek lépnének fel. A légáramlási mérnökök teljes megbotránkozással fogadták az egyébként azóta jól bevált eljárást – ők úgy érezték, hogy hullámlemezből kell olyan gépet csinálniuk, mint a húszas évek repülői voltak, csak éppen ennek Mach 3-mal kell haladnia.
A Blackbird J-58-as hajtóművei voltak az egyetlen olyan katonai hajtóművek, amelyeket kifejezetten arra terveztek, hogy állandó utánégetéssel működjenek. A sebesség növekedésével érdekes módon a hajtóművek hatékonysága csak tovább növekedett – a hagyományos sugárhajtóművek nem tudnak állandó utánégetéssel repülni és nagyobb sebességnél romlik a hatékonyságuk.

## Történelmi áttekintés

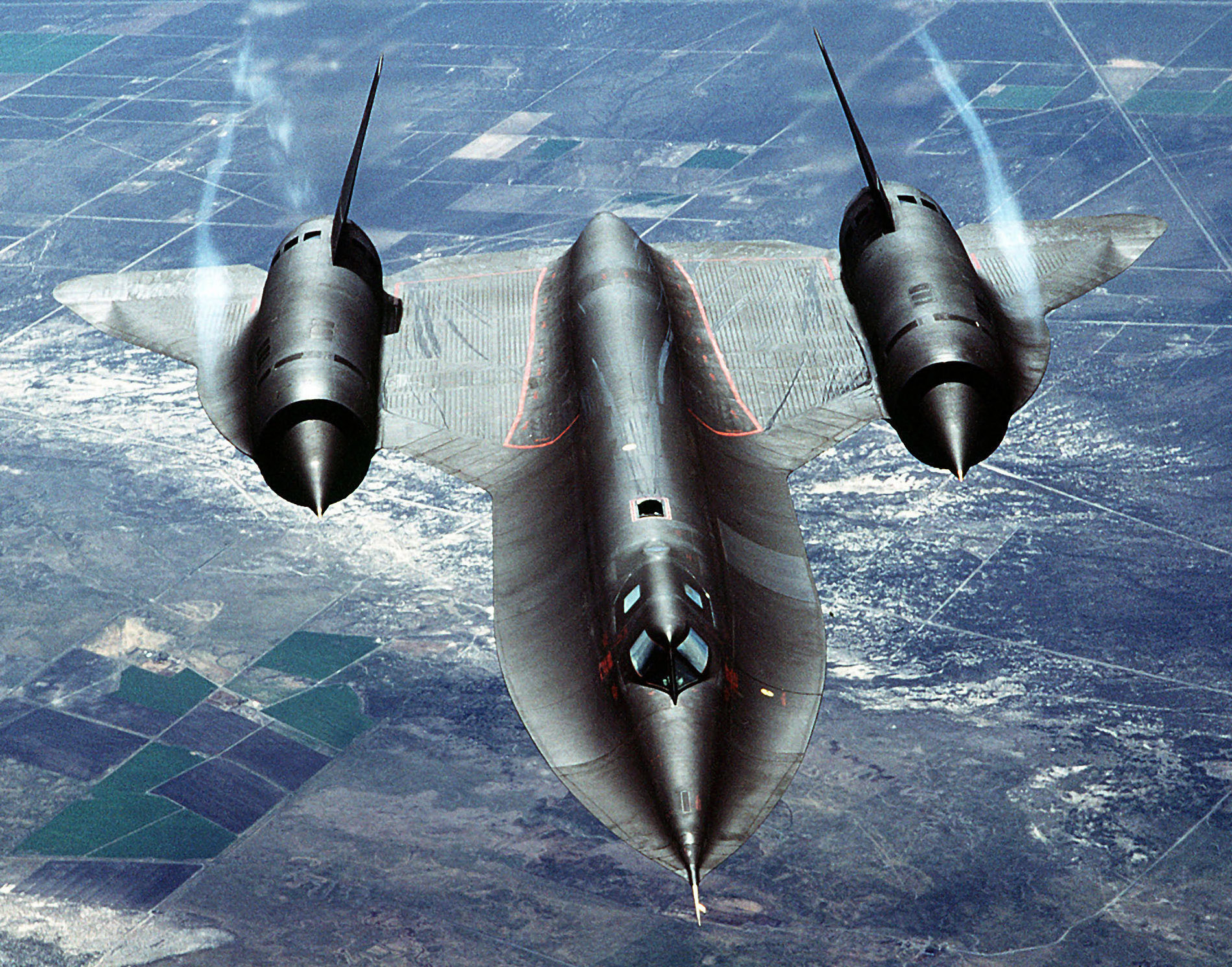
Egy SR-71A légi utántöltés előtt. Az üzemanyag-befogadó nyílás a pilótafülke mögött már nyitva van. A kondenzcsíkok a hajtóművek levegőbeömlő nyílásaitól kiinduló vékony gerincekből származnak

- 1957. december 24.: A J58 hajtómű első üzembehelyezése
- 1960. május 1.: Francis Gary Powerst a Lockheed U–2-jében lelövik a Szovjetunió felett.
- 1962. június 13.: Az SR-71 életnagyságú makettjét megtekinti a légierő.
- 1962. július 30.: A J58 hajtómű sikeresen átmegy a repülés előtti teszteléseken.
- 1962. december 28.: A Lockheed egy hat SR-71 megépítéséről szóló szerződést ír alá.
- 1964. július 25.: Johnson elnök nyilvánosan bejelenti az SR-71-et.
- 1964. október 29.: A 61-7950 sorszámú SR-71-es prototípus megérkezik a palmdale-i légibázisra.
- 1964. december 7.: A kaliforniai Beale légibázist jelölik ki az SR-71-esek otthonául.
- 1964. december 22.: Az első SR-71-repülés a 42-es légierős gyárnál. A berepülőpilóta a Lockheed pilótája, Bob Gilliland.
- 1967. július 2.: Jim Watkins és Dave Dempster az első nemzetközi SR-71A repülést hajtják végre, mivel az ANS csillagászati és inerciális navigációs rendszer meghibásodik és a 61-7972-es sorszámú gép véletlenül belép a mexikói légtérbe.
- 1967. november 3.: Egy A-12 és SR-71 felderítési összehasonlító versenyen vesznek részt, megkérdőjelezhető eredménnyel.
- 1968. február 5.: A Lockheedet utasítják, hogy semmisítse meg az összes A-12, YF-12 és SR-71 építéséhez használt szerszámot és sablont.
- 1968. március 8.: A 61-7976-os sorszámú SR-71A megérkezik a kadenai légibázisra, hogy elsőként leváltsa az A-12-eseket.
- 1968. március 21.: Ugyanez a gép repüli az első operatív küldetést Kadenából Vietnam fölé.
- 1968. május 29.: Bill Gormick főtörzsőrmester megkezdi a Habu-pilóták azóta szokásává vált nyakkendővagdosást.
- 1975. december 3.: Az első „Big Tail” konfigurációs SR-71A repülés (61-7959-es gép)
- 1976. április 20.: A 17972-es SR-71A megkezdi a Mildenhall légibázisról a brit küldetéseket.
- 1976. július 27. – 1976. július 28.: Az SR-71A magasság- és sebességrekordot állít fel: 25 929,03 méter (85 068,997 láb) vízszintes repülésben és 3529,56 km/h (2193,167 mérföld/h) egyenes vonalban.
- 1980 augusztusa: A Honeywell megkezdi az AFICS-DAFICS átalakítást.
- 1982. január 15.: A 61-7956-os sorozatszámú SR-71B elvégzi az ezredik felszállását.
- 1989. november 22.: A légierő SR-71-es programja hivatalosan is véget ér.
- 1990. január 21.: Az utolsó SR-71-es (61-7962) elhagyja a kadenai légibázist.
- 1990. január 26.: A kaliforniai Beale légibázisról leszerelik az SR-71-eseket.
- 1990. március 6.: Az utolsó SR-71 repülés – a SENIOR CROWN program részeként négy világrekordot dönt meg.
- 1991. július 25.: A 61-7956-os sorszámú SR-71B-t hivatalosan is átadják a NASA Dryden kutatóközpontjának, ahol a 831-es sorszámot kapja.
- 1991. október: Marta Bohn-Mayer lesz az első női SR-71 pilóta.
- 1994. szeptember 28.: Az Amerikai Egyesült Államok Kongresszusa 100 millió dolláros támogatást szavaz még három SR-71-es újbóli hadrendbe állítására.
- 1995. április 26.: Az első újraaktivált SR-71A (61-7971) első felszállása, miután a Lockheed helyreállította.
- 1995. június 28.: Az első újraaktivált SR-71A visszatér a légierő 2-es különítményéhez.
- 1995. augusztus 28.: A második újraaktivált SR-71A (61-7967) az újjáépítését követően megint felszáll.
- 1997. október 19.: A 61-7956-os SR-71B utoljára repül az Edwards légibázis nyílt napján.
- 1999. október 9.: A 61-7980/NASA 844-es SR-71 utoljára repül.
- 2002 szeptembere: A 956-os, 971-es és a 980-as SR-71 végső nyughelye is eldől.
- 2003. december 15.: A 972-es SR-71 az első kiállított gép a Smithsonian Intézet légügyi és űrtudományi múzeumában.[5]

## Mesék és mítoszok

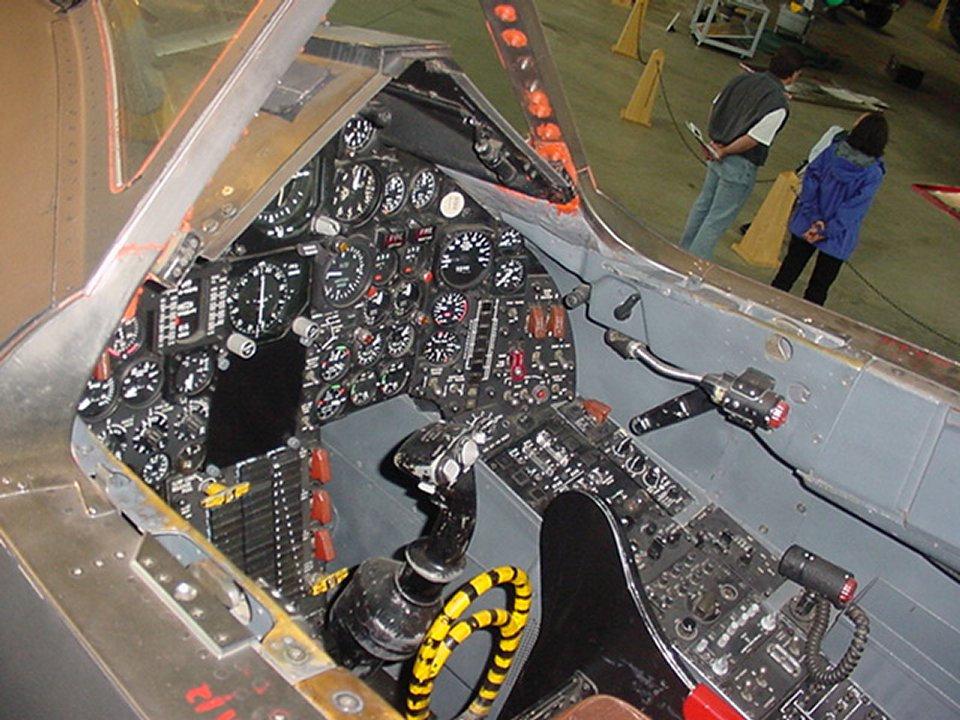
Egy SR-71-es műszerfala a seattle-i repülési múzeumból

A Blackbird tervezését, tulajdonságait és a gépet körülvevő titoktartást szemlélve érthető, hogy az SR-71 kultuszgéppé vált. Úgy találgatják, hogy az SR-71 és a hasonló A-12 valós képességeit továbbra is titok övezi. A gépet tanulmányozók nagy része szerint a gép strukturális és aerodinamikai tűréshatárai figyelembevételével az SR-71 legfeljebb Mach 3,3-del tudna huzamosabb ideig repülni, és nem léphetné túl a Mach 3,44-ot. Ez a csoport úgy véli, hogy Mach 3,3-nél a hajtóműkompresszor légbeömlő nyílása eléri 220 °C-ot, és a gép orrában a titánburok magasabb hőmérsékletétől megolvadna a pilótafülke üvege. A Mach 3,44-es sebességnél számításaik szerint a hajtómű eléri tervezési korlátait, és állandó unstart állapotba kerül.
Egy másik csoport elmélete szerint az SR-71-et Mach 5 körüli sebesség elérésére tervezték át. Ezt az elméletet egy bizonyos szempontból az is alátámasztja, hogy egyes küldetések idejei csak úgy magyarázhatók, ha a gép Mach 3,6 és 4,1 közötti sebességeket is elért. Ezt a korai SR-71-esekre vetítve a csoport becslése szerint a későbbi modellek Mach 4,5-es sebességet is elérhettek, és bizonyos repülési körülmények között az X–15-tel is versenybe szállhatnának.
Annyit mindenesetre érdemes lenne leszögezni, hogy az SR-71 Pratt & Whitney J58-as hajtóművei tesztpadon nem lépték túl a Mach 3,6-et – legalábbis amit a nyilvános illetve titkosítás alól feloldott dokumentumok igazolnak. Annak figyelembe vételével, hogy a repülő milyen eredményeket ért el korábban, hogy az eredeti tervrajzok nagy része a mai napig is titkos, és hogy manapság egyetlenegy SR-71 sincsen olyan állapotban, hogy azonnal fel tudna szállni, talán sosem tudhatjuk meg, hogy a repülőgép teljesítményének valós határai hol vannak, vagy hogy ezeket a határokat valaha repülés közben elérték-e.

### Lásd még
- 51-es körzet

## Külső hivatkozások
- 50 éve verhetetlen
- SR-71 Online
- Az SR-71 szíve: a J-58-as hajtómű
- Habu
- Az 1969. december 19-én lezuhant 953. számú SR-71 becsapódási pontja